# 约翰·贝尔德
约翰·贝尔德（英語：John Baird，？—），新西兰男子自行车运动员。他曾代表新西兰参加1954年大英帝国和英联邦运动会自行车比赛，获得男子公路赛银牌。